# Лайонс (Канзас)
Лайонс (англ. Lyons) — місто (англ. city) в США, в окрузі Райс штату Канзас. Населення — 3611 особа (2020).

## Географія
Лайонс розташований за координатами 38°20′47″ пн. ш. 98°12′10″ зх. д. / 38.34639° пн. ш. 98.20278° зх. д. (38.346433, -98.202773).  За даними Бюро перепису населення США в 2010 році місто мало площу 6,10 км², уся площа — суходіл. В 2017 році площа становила 6,70 км², уся площа — суходіл.

## Демографія
Згідно з переписом 2010 року, у місті мешкало 3739 осіб у 1503 домогосподарствах у складі 952 родин. Густота населення становила 613 особи/км².  Було 1716 помешкань (281/км²).
Расовий склад населення:
| - 85,7 % — білих - 1,3 % — чорних або афроамериканців - 0,9 % — корінних американців - 0,4 % — азіатів - 0,1 % — вихідців з тихоокеанських островів - 7,9 % — осіб інших рас |

До двох чи більше рас належало 3,8 %. Частка іспаномовних становила 20,3 % від усіх жителів.
За віковим діапазоном населення розподілялося таким чином: 25,8 % — особи молодші 18 років, 55,3 % — особи у віці 18—64 років, 18,9 % — особи у віці 65 років та старші. Медіана віку мешканця становила 38,2 року. На 100 осіб жіночої статі у місті припадало 96,0 чоловіків;  на 100 жінок у віці від 18 років та старших — 93,2 чоловіків також старших 18 років.
Середній дохід на одне домашнє господарство  становив 56 749 доларів США (медіана — 51 250), а середній дохід на одну сім'ю — 67 362 долари (медіана — 59 926). За межею бідності перебувало 16,3 % осіб, у тому числі 17,1 % дітей у віці до 18 років та 14,3 % осіб у віці 65 років та старших.
Цивільне працевлаштоване населення становило 1798 осіб. Основні галузі зайнятості: освіта, охорона здоров'я та соціальна допомога — 23,9 %, виробництво — 14,7 %, роздрібна торгівля — 14,4 %.